# 平行義
平 行義（たいら の ゆきよし）は、平安時代中期の貴族。桓武平氏高棟流、参議・平親信の次男。官位は従四位下・武蔵守。

## 経歴
一条朝の長徳年間（995年-999年）但馬権守、長保年間（999年-1004年）武蔵守と地方官を務める。武蔵守以後の任官記録がなく、散位であったと見られる。寛弘8年（1011年）一条上皇葬送の儀に参加した際の位階は五位であった。
三条朝の長和4年（1015年）禎子内親王の着袴の儀に於いて、左大臣・藤原道長に召し取らた際に横笛を一品式部卿・敦明親王に授ける。その演奏を聞いた右大臣・藤原顕光、大納言・藤原道綱は感涙したという。長和5年（1014年）石清水祭臨時祭試楽に参じた際の位階は四位であった。
後一条朝の寛仁元年（1017年）6月12日に父・親信が疫病のため没すると、同年7月6日に行義も疫病により後を追うように卒去。

## 官歴
- 正暦5年（994年）5月26日：蔵人兵庫助[3]
- 時期不詳：従五位下[4]
- 長徳2年（996年） 正月25日：但馬権守[4]
- 長保6年（1004年） 7月17日：見武蔵守[5]
- 寛弘5年（1008年） 10月16日：見散位[6]
- 寛弘8年（1011年） 7月8日：見五位[5]
- 長和5年（1014年） 3月12日：見四位[7]
- 寛仁元年（1017年） 7月6日：卒去[7]

## 系譜
- 父：平親信
- 母：源通理の娘
- 妻：致明（源致明か）の娘 
  - 男子：平範国
- 生母不明の子女
  - 男子：平師季
  - 男子：平行親